# Derby calcistici in Irlanda

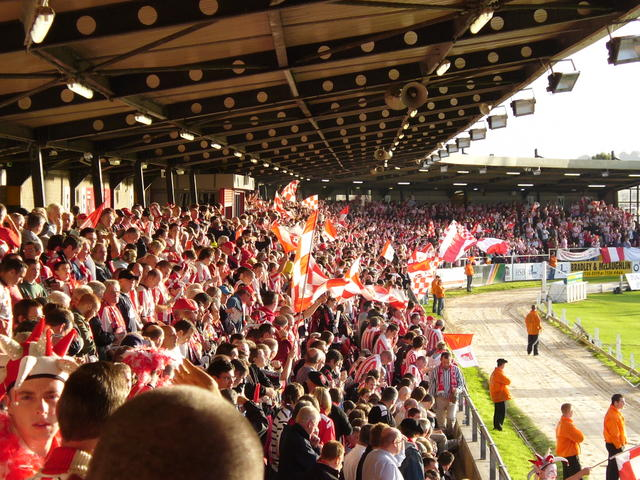
Il Brandywell ha spesso ospitato il derby del Nordovest, giocato tra Derry City e Finn Harps

Ci sono molti derby nella League of Ireland, e nonostante storicamente più squadre competano in First Division, la maggior parte si gioca nella Premier Division, la massima serie del calcio irlandese.

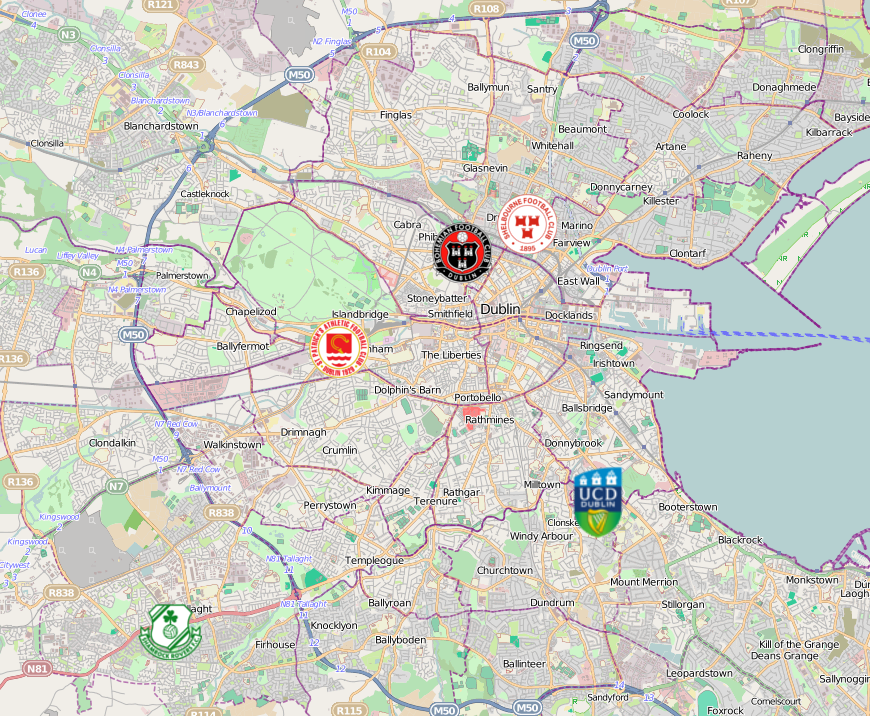
Attuali sedi dei club della League of Ireland situati a Dublino

Fondata nel 1921 la League of Ireland è la lega calcistica nazionale della Repubblica d'Irlanda. Formata dalla Football Association of Ireland dalla divisione con la Irish Football Association, per i primi 65 anni consistette di un'unica divisione ma dalla metà degli anni '80 si espanse in un sistema a due livelli con una Premier Division e una Prima Divisione.
La maggior parte dei derby in campionato si verificano a causa della stretta vicinanza geografica, con un numero di club con sede a Dublino. Tuttavia, ci sono anche molte rivalità tra altri club cittadini al di fuori della capitale come Cork City contro Limerick e Drogheda United contro Dundalk. Questi club mantengono anche rivalità con i club con sede a Dublino.
La prima rivalità contestata fu tra Bohemian e Shelbourne, club con sede a Dublino che giocarono nella Irish Football League di Belfast dall'inizio del 1900 al 1920. Dopo la fondazione della League of Ireland nel 1921 questa rivalità continuò insieme alle rivalità appena formate tra Shamrock Rovers e St James' Gate, con i quattro club che vinsero tutti i primi undici titoli della lega fra loro.
Negli anni '50 e '60 le partite tra il Drumcondra di Dublino nord e lo Shamrock Rovers di Dublino sud divennero l'evento principale nel calendario dei campionati fino a quando i Drums cessarono l'attività nel 1972. Mentre al fuori Dublino Cork Celtic e Cork Hibernians ebbero una rivalità negli anni '60. Oggi la partita Bohemians-Shamrock Rovers è considerata dai media la principale rivalità in campionato.
Ci sono anche importanti rivalità non geografiche come Cork City e Shelbourne negli anni 2000, o Shamrock Rovers e Sligo Rovers negli anni 2010 che derivano da battaglie per il titolo. Le squadre della League of Ireland hanno anche rivalità con le loro controparti nordirlandesi e si sono spesso incontrate in competizioni transfrontaliere, l'ultima è la Setanta Sports Cup. Possono anche incontrarsi nei turni di qualificazione europei, questo è successo in quattro occasioni in Coppa dei Campioni/Champions League con il Waterford United che ha superato il Glentoran nel 1970-71, il Dundalk che ha battuto il Linfield nel 1979-80, lo Shamrock Rovers che ha perso contro il Linfield nel 1984-85 e lo Shelbourne che ha sconfitto il Glentoran nel 2005-06.

## Derby della Capitale
Con sei club con sede a Dublino attualmente in competizione nel campionato e un numero di club defunti nel corso degli anni, la città di Dublino ospita una grande quantità di derby ogni stagione.

### Bohemians-Shamrock Rovers (Dublin Derby)
| Risultati del Derby di Dublino dalla stagione 1922-23 alla stagione 2020. Aggiornato al 05/09/2020. | Risultati del Derby di Dublino dalla stagione 1922-23 alla stagione 2020. Aggiornato al 05/09/2020. | Risultati del Derby di Dublino dalla stagione 1922-23 alla stagione 2020. Aggiornato al 05/09/2020. | Risultati del Derby di Dublino dalla stagione 1922-23 alla stagione 2020. Aggiornato al 05/09/2020. | Risultati del Derby di Dublino dalla stagione 1922-23 alla stagione 2020. Aggiornato al 05/09/2020. | Risultati del Derby di Dublino dalla stagione 1922-23 alla stagione 2020. Aggiornato al 05/09/2020. | Risultati del Derby di Dublino dalla stagione 1922-23 alla stagione 2020. Aggiornato al 05/09/2020. | Risultati del Derby di Dublino dalla stagione 1922-23 alla stagione 2020. Aggiornato al 05/09/2020. | Risultati del Derby di Dublino dalla stagione 1922-23 alla stagione 2020. Aggiornato al 05/09/2020. | Risultati del Derby di Dublino dalla stagione 1922-23 alla stagione 2020. Aggiornato al 05/09/2020. |
| Partite                                                                                             | Vittorie Bohemians                                                                                  | Pareggi                                                                                             | Vittorie Shamrock Rovers                                                                            | | | | | | |
| 235                                                                                                 | 69                                                                                                  | 62                                                                                                  | 104                                                                                                 | | | | | | |
| --------------------------------------------------------------------------------------------------- | --------------------------------------------------------------------------------------------------- | --------------------------------------------------------------------------------------------------- | --------------------------------------------------------------------------------------------------- | --------------------------------------------------------------------------------------------------- | --------------------------------------------------------------------------------------------------- | --------------------------------------------------------------------------------------------------- | --------------------------------------------------------------------------------------------------- | --------------------------------------------------------------------------------------------------- | --------------------------------------------------------------------------------------------------- |

La più grande rivalità del campionato. Dopo la scomparsa del Drumcondra negli anni '60, il Bohemians è diventato l'unico grande club del Northside di Dublino, venendo automaticamente in conflitto con i southsiders, lo Shamrock Rovers. Dagli anni '90, la rivalità è stata estremamente feroce sia dentro che fuori dal campo, con disordini scoppiati prima, durante e dopo le partite, con conseguente presenza eccessiva della Garda alle partite. Le presenze alla partita erano in calo da trent'anni, ma le presenze aumentarono inaspettatamente nel 2009, in gran parte a causa del trasferimento dei Rovers al Tallaght Stadium e dello status dei Bohs come campioni della lega, con la partecipazione a una partita triplicata rispetto all'incontro precedente. La rivalità presenta elementi del divario culturale nord-sud che esiste nella città.
Nel 2016 durante una vittoria in trasferta per 4-0 per i Rovers, i tifosi di entrambe le parti hanno invaso il campo, sono stati segnalati combattimenti con l'intervento dell'unità di Ordine pubblico della Garda.

### Bohemians-Shelbourne (Northside Derby)
| Risultati del Northside derby dalla stagione 1921-22 alla stagione 2020. Aggiornato alla fine del 03/10/2020. | Risultati del Northside derby dalla stagione 1921-22 alla stagione 2020. Aggiornato alla fine del 03/10/2020. | Risultati del Northside derby dalla stagione 1921-22 alla stagione 2020. Aggiornato alla fine del 03/10/2020. | Risultati del Northside derby dalla stagione 1921-22 alla stagione 2020. Aggiornato alla fine del 03/10/2020. | Risultati del Northside derby dalla stagione 1921-22 alla stagione 2020. Aggiornato alla fine del 03/10/2020. | Risultati del Northside derby dalla stagione 1921-22 alla stagione 2020. Aggiornato alla fine del 03/10/2020. | Risultati del Northside derby dalla stagione 1921-22 alla stagione 2020. Aggiornato alla fine del 03/10/2020. | Risultati del Northside derby dalla stagione 1921-22 alla stagione 2020. Aggiornato alla fine del 03/10/2020. | Risultati del Northside derby dalla stagione 1921-22 alla stagione 2020. Aggiornato alla fine del 03/10/2020. | Risultati del Northside derby dalla stagione 1921-22 alla stagione 2020. Aggiornato alla fine del 03/10/2020. |
| Partite | Vittorie Bohemians                                                                                            | Pareggi | Vittorie Shelbourne                                                                                           | | | | | | |
| 200 | 86 | 40 | 74 | | | | | | |
| --- | --- | --- | --- | --- | --- | --- | --- | --- | --- |

Il derby più antico del campionato, i due sono gli unici club ancora attivi dalla stagione originale della League of Ireland del 1922 e dominarono completamente il calcio pre-repubblica irlandese; essi competerono insieme nella vecchia Irish Football League di Belfast (ora Northern). Oggi sono la seconda e la terza squadra del campionato di maggior successo e, mentre la rivalità si è ritirata nel corso degli anni, all'inizio degli anni 2000 ha raggiunto il suo picco quando i due divennero i migliori club del paese vincendo tra loro sei titoli consecutivi. In vista dell'ultima partita della stagione 2004, il presidente dello Shelbourne, Ollie Byrne, annunciò l'acquisto di tre giocatori chiave dei Bohemians in diretta su RTÉ facendo arrabbiare molti fan dei Bohs che la videro come una tattica per comprare l'opposizione. Ironia della sorte, dopo la morte di Byrne e la successiva retrocessione dello Shelbourne a causa di insicurezze finanziarie, i Bohemians ingaggiarono un certo numero di giocatori dello Shelbourne.
La rivalità è significativa in quanto i loro stadi a nord di Dublino sono i più vicini tra loro di tutti i club del campionato a poco meno di due miglia di distanza (lo Shelbourne con sede al Tolka Park a Drumcondra e il Bohemians al Dalymount Park a Phibsboro). Mentre la partita è indicata come il Northside derby lo Shelbourne venne in realtà fondato nel Ringsend a sud di Dublino e si trasferì al Tolka Park solo nel 1989 (anche se avevano giocato lì occasionalmente durante la loro storia). Questo fatto si aggiunge alla faida poiché si erano trasferiti nel territorio dei Bohs. Nonostante il trasferimento al Tolka coincise inizialmente con un risveglio nelle fortune degli Shels (vinsero sei dei loro 13 scudetti e quattro delle loro sette coppe dal 1990) essi faticarono ad attirare un sostegno significativo nel Northside con solo Marino e East Wall viste come basi più forti per supportare gli Shels sui Bohs.

### Shamrock Rovers-St. Patrick's Athletic(Luas Derby)
| Risultati del Luas derby dalla stagione 1922-23 alla stagione 2020. Aggiornato al 04/11/2020. | Risultati del Luas derby dalla stagione 1922-23 alla stagione 2020. Aggiornato al 04/11/2020. | Risultati del Luas derby dalla stagione 1922-23 alla stagione 2020. Aggiornato al 04/11/2020. | Risultati del Luas derby dalla stagione 1922-23 alla stagione 2020. Aggiornato al 04/11/2020. | Risultati del Luas derby dalla stagione 1922-23 alla stagione 2020. Aggiornato al 04/11/2020. | Risultati del Luas derby dalla stagione 1922-23 alla stagione 2020. Aggiornato al 04/11/2020. | Risultati del Luas derby dalla stagione 1922-23 alla stagione 2020. Aggiornato al 04/11/2020. | Risultati del Luas derby dalla stagione 1922-23 alla stagione 2020. Aggiornato al 04/11/2020. | Risultati del Luas derby dalla stagione 1922-23 alla stagione 2020. Aggiornato al 04/11/2020. | Risultati del Luas derby dalla stagione 1922-23 alla stagione 2020. Aggiornato al 04/11/2020. |
| Partite                                                                                       | Vittorie Shamrock Rovers                                                                      | Pareggi                                                                                       | Vittorie St. Patrick's Athletic                                                               |                                                                                               |                                                                                               |                                                                                               |                                                                                               |                                                                                               |                                                                                               |
| 176                                                                                           | 71                                                                                            | 48                                                                                            | 57                                                                                            |                                                                                               |                                                                                               |                                                                                               |                                                                                               |                                                                                               |                                                                                               |
| --------------------------------------------------------------------------------------------- | --------------------------------------------------------------------------------------------- | --------------------------------------------------------------------------------------------- | --------------------------------------------------------------------------------------------- | --------------------------------------------------------------------------------------------- | --------------------------------------------------------------------------------------------- | --------------------------------------------------------------------------------------------- | --------------------------------------------------------------------------------------------- | --------------------------------------------------------------------------------------------- | --------------------------------------------------------------------------------------------- |

Una rivalità crescente a causa della vicinanza dei due club da quando lo Shamrock Rovers si trasferì a Tallaght nel 2009. A volte chiamata Luas Derby poiché sia Inchicore che Tallaght sono servite dalla linea Red Luas. Notato come uno dei derby più colorati, con il gruppo di tifosi principale di entrambi i club (SRFC Ultras e Shed End Invincebles) formato nel 2001 prima di altri in campionato. Tradizionalmente le divisioni di classe possono aver avuto un ruolo con i Rovers situati nella piuttosto benestante Milltown e il Pat's a Inchicore, un'area di alta privazione, oggi il Rovers gioca nella più socialmente svantaggiata Tallaght.

### Shelbourne-St. Patrick's Athletic(Red Derby)
| Risultati del Red derby dalla stagione 1951-52 alla stagione 2020. Aggiornato al 26/09/2020. | Risultati del Red derby dalla stagione 1951-52 alla stagione 2020. Aggiornato al 26/09/2020. | Risultati del Red derby dalla stagione 1951-52 alla stagione 2020. Aggiornato al 26/09/2020. | Risultati del Red derby dalla stagione 1951-52 alla stagione 2020. Aggiornato al 26/09/2020. | Risultati del Red derby dalla stagione 1951-52 alla stagione 2020. Aggiornato al 26/09/2020. | Risultati del Red derby dalla stagione 1951-52 alla stagione 2020. Aggiornato al 26/09/2020. | Risultati del Red derby dalla stagione 1951-52 alla stagione 2020. Aggiornato al 26/09/2020. | Risultati del Red derby dalla stagione 1951-52 alla stagione 2020. Aggiornato al 26/09/2020. | Risultati del Red derby dalla stagione 1951-52 alla stagione 2020. Aggiornato al 26/09/2020. | Risultati del Red derby dalla stagione 1951-52 alla stagione 2020. Aggiornato al 26/09/2020. |
| Partite                                                                                      | Vittorie Shelbourne                                                                          | Pareggi                                                                                      | Vittorie St. Patrick's Athletic                                                              |                                                                                              |                                                                                              |                                                                                              |                                                                                              |                                                                                              |                                                                                              |
| 137                                                                                          | 54                                                                                           | 34                                                                                           | 49                                                                                           |                                                                                              |                                                                                              |                                                                                              |                                                                                              |                                                                                              |                                                                                              |
| -------------------------------------------------------------------------------------------- | -------------------------------------------------------------------------------------------- | -------------------------------------------------------------------------------------------- | -------------------------------------------------------------------------------------------- | -------------------------------------------------------------------------------------------- | -------------------------------------------------------------------------------------------- | -------------------------------------------------------------------------------------------- | -------------------------------------------------------------------------------------------- | -------------------------------------------------------------------------------------------- | -------------------------------------------------------------------------------------------- |

A volte indicato come The Red Dublin derby a causa delle magliette simili che indossano. Durante la stagione 2001-02 al St. Pat's vennero sottratti 9 punti per aver schierato un giocatore non idoneo, questi vennero reintegrati prima che venissero sottratti altri 15 punti spingendo St. Pat's dal 1º al 3º posto e permettendo ai Shels di vincere il titolo con altri 10 punti. Rianimato la scorsa stagione dopo i 5 anni dello Shelbourne in Division One. A causa dell'importanza della rivalità Bohemians-Shamrock Rovers, i media spesso lo descrivono come il secondo derby più importante a Dublino, tuttavia tradizionalmente i fan chiamano Shels vs Bohs e Pats vs Rovers come i loro principali rivali.

### Shamrock Rovers-Shelbourne(Ringsend Derby)
| Risultati del Ringsend derby dalla stagione 1922-23 alla stagione 2020. Aggiornato al 09/11/2020. | Risultati del Ringsend derby dalla stagione 1922-23 alla stagione 2020. Aggiornato al 09/11/2020. | Risultati del Ringsend derby dalla stagione 1922-23 alla stagione 2020. Aggiornato al 09/11/2020. | Risultati del Ringsend derby dalla stagione 1922-23 alla stagione 2020. Aggiornato al 09/11/2020. | Risultati del Ringsend derby dalla stagione 1922-23 alla stagione 2020. Aggiornato al 09/11/2020. | Risultati del Ringsend derby dalla stagione 1922-23 alla stagione 2020. Aggiornato al 09/11/2020. | Risultati del Ringsend derby dalla stagione 1922-23 alla stagione 2020. Aggiornato al 09/11/2020. | Risultati del Ringsend derby dalla stagione 1922-23 alla stagione 2020. Aggiornato al 09/11/2020. | Risultati del Ringsend derby dalla stagione 1922-23 alla stagione 2020. Aggiornato al 09/11/2020. | Risultati del Ringsend derby dalla stagione 1922-23 alla stagione 2020. Aggiornato al 09/11/2020. |
| Partite                                                                                           | Vittorie Shamrock Rovers                                                                          | Pareggi                                                                                           | Vittorie Shelbourne                                                                               |                                                                                                   |                                                                                                   |                                                                                                   |                                                                                                   |                                                                                                   |                                                                                                   |
| 191                                                                                               | 77                                                                                                | 48                                                                                                | 66                                                                                                |                                                                                                   |                                                                                                   |                                                                                                   |                                                                                                   |                                                                                                   |                                                                                                   |
| ------------------------------------------------------------------------------------------------- | ------------------------------------------------------------------------------------------------- | ------------------------------------------------------------------------------------------------- | ------------------------------------------------------------------------------------------------- | ------------------------------------------------------------------------------------------------- | ------------------------------------------------------------------------------------------------- | ------------------------------------------------------------------------------------------------- | ------------------------------------------------------------------------------------------------- | ------------------------------------------------------------------------------------------------- | ------------------------------------------------------------------------------------------------- |

Questa rivalità è contestata dalle due squadre di maggior successo della League of Ireland con rispettivamente 17 e 13 titoli, tuttavia entrambi i club vedono i Bohemians come rivali più grandi.
Prende il nome dalla zona di Ringsend nella parte orientale del Southside di Dublino, dove sono stati fondati entrambi i club. Nonostante entrambi i club ora giochino più lontano, i loro nomi di club provengono da Ringsend con lo Shelbourne che prende il nome da Shelbourne Road e lo Shamrock Rovers con il nome proveniente da Shamrock Avenue. Entrambi i club sono orgogliosi delle loro origini e negli ultimi incontri tra i due hanno esposto striscioni che affermavano di essere Ringsend's Number One (Shels) e The Pride of Ringsend (Rovers).

### Bohemians-St. Patrick's Athletic(City Derby)
| Risultati del City derby dalla stagione 1951-52 alla stagione 2020. Aggiornato al 09/11/2020. | Risultati del City derby dalla stagione 1951-52 alla stagione 2020. Aggiornato al 09/11/2020. | Risultati del City derby dalla stagione 1951-52 alla stagione 2020. Aggiornato al 09/11/2020. | Risultati del City derby dalla stagione 1951-52 alla stagione 2020. Aggiornato al 09/11/2020. | Risultati del City derby dalla stagione 1951-52 alla stagione 2020. Aggiornato al 09/11/2020. | Risultati del City derby dalla stagione 1951-52 alla stagione 2020. Aggiornato al 09/11/2020. | Risultati del City derby dalla stagione 1951-52 alla stagione 2020. Aggiornato al 09/11/2020. | Risultati del City derby dalla stagione 1951-52 alla stagione 2020. Aggiornato al 09/11/2020. | Risultati del City derby dalla stagione 1951-52 alla stagione 2020. Aggiornato al 09/11/2020. | Risultati del City derby dalla stagione 1951-52 alla stagione 2020. Aggiornato al 09/11/2020. |
| Partite                                                                                       | Vittorie Bohemians                                                                            | Pareggi                                                                                       | Vittorie St. Patrick's Athletic                                                               |                                                                                               |                                                                                               |                                                                                               |                                                                                               |                                                                                               |                                                                                               |
| 176                                                                                           | 59                                                                                            | 50                                                                                            | 67                                                                                            |                                                                                               |                                                                                               |                                                                                               |                                                                                               |                                                                                               |                                                                                               |
| --------------------------------------------------------------------------------------------- | --------------------------------------------------------------------------------------------- | --------------------------------------------------------------------------------------------- | --------------------------------------------------------------------------------------------- | --------------------------------------------------------------------------------------------- | --------------------------------------------------------------------------------------------- | --------------------------------------------------------------------------------------------- | --------------------------------------------------------------------------------------------- | --------------------------------------------------------------------------------------------- | --------------------------------------------------------------------------------------------- |

Probabilmente la rivalità più tranquilla tra i Big Four, entrambi i club vennero fondati a Phoenix Park ma si spostarono rapidamente più lontano a Inchicore e a Phibsboro. I due sono stati raramente competitivi per il titolo contemporaneamente ed entrambi vedono Shamrock Rovers e Shelbourne come rivali più importanti.

### UCD vs i Big Four
| Risultati del City derby dalla stagione 1951-52 alla stagione 2019. Aggiornato al 26/04/2019. | Risultati del City derby dalla stagione 1951-52 alla stagione 2019. Aggiornato al 26/04/2019. | Risultati del City derby dalla stagione 1951-52 alla stagione 2019. Aggiornato al 26/04/2019. | Risultati del City derby dalla stagione 1951-52 alla stagione 2019. Aggiornato al 26/04/2019. | Risultati del City derby dalla stagione 1951-52 alla stagione 2019. Aggiornato al 26/04/2019. | Risultati del City derby dalla stagione 1951-52 alla stagione 2019. Aggiornato al 26/04/2019. | Risultati del City derby dalla stagione 1951-52 alla stagione 2019. Aggiornato al 26/04/2019. | Risultati del City derby dalla stagione 1951-52 alla stagione 2019. Aggiornato al 26/04/2019. | Risultati del City derby dalla stagione 1951-52 alla stagione 2019. Aggiornato al 26/04/2019. | Risultati del City derby dalla stagione 1951-52 alla stagione 2019. Aggiornato al 26/04/2019. |
| Partite                                                                                       | Vittorie UCD                                                                                  | Pareggi                                                                                       | Vittorie avversario                                                                           |                                                                                               |                                                                                               |                                                                                               |                                                                                               |                                                                                               |                                                                                               |
| 77                                                                                            | 14                                                                                            | 18                                                                                            | 45 (Bohemians)                                                                                |                                                                                               |                                                                                               |                                                                                               |                                                                                               |                                                                                               |                                                                                               |
| 71                                                                                            | 9                                                                                             | 23                                                                                            | 39 (Shamrock Rovers)                                                                          |                                                                                               |                                                                                               |                                                                                               |                                                                                               |                                                                                               |                                                                                               |
| 58                                                                                            | 11                                                                                            | 15                                                                                            | 32 (Shelbourne)                                                                               |                                                                                               |                                                                                               |                                                                                               |                                                                                               |                                                                                               |                                                                                               |
| 76                                                                                            | 11                                                                                            | 33                                                                                            | 32 (St. Patrick's Athletic)                                                                   |                                                                                               |                                                                                               |                                                                                               |                                                                                               |                                                                                               |                                                                                               |
| --------------------------------------------------------------------------------------------- | --------------------------------------------------------------------------------------------- | --------------------------------------------------------------------------------------------- | --------------------------------------------------------------------------------------------- | --------------------------------------------------------------------------------------------- | --------------------------------------------------------------------------------------------- | --------------------------------------------------------------------------------------------- | --------------------------------------------------------------------------------------------- | --------------------------------------------------------------------------------------------- | --------------------------------------------------------------------------------------------- |

La base di supporto dell'University College Dublin è composta da circa 50 tifosi, il che significa che durante i derby all'UCD Bowl ci sono spesso più tifosi in trasferta che in casa.

## Derby provinciali

### Derby del Munster: Limerick FC-Cork City
| Risultati del derby del Munster dalla stagione 1984-85 alla stagione 2018. Aggiornato alla fine della stagione 2018. | Risultati del derby del Munster dalla stagione 1984-85 alla stagione 2018. Aggiornato alla fine della stagione 2018. | Risultati del derby del Munster dalla stagione 1984-85 alla stagione 2018. Aggiornato alla fine della stagione 2018. | Risultati del derby del Munster dalla stagione 1984-85 alla stagione 2018. Aggiornato alla fine della stagione 2018. | Risultati del derby del Munster dalla stagione 1984-85 alla stagione 2018. Aggiornato alla fine della stagione 2018. | Risultati del derby del Munster dalla stagione 1984-85 alla stagione 2018. Aggiornato alla fine della stagione 2018. | Risultati del derby del Munster dalla stagione 1984-85 alla stagione 2018. Aggiornato alla fine della stagione 2018. | Risultati del derby del Munster dalla stagione 1984-85 alla stagione 2018. Aggiornato alla fine della stagione 2018. | Risultati del derby del Munster dalla stagione 1984-85 alla stagione 2018. Aggiornato alla fine della stagione 2018. | Risultati del derby del Munster dalla stagione 1984-85 alla stagione 2018. Aggiornato alla fine della stagione 2018. |
| Partite | Vittorie Cork City                                                                                                   | Pareggi | Vittorie Limerick | | | | | | |
| 30 | 16 | 6 | 9 | | | | | | |
| --- | --- | --- | --- | --- | --- | --- | --- | --- | --- |

I derby del Munster sono contesi tra i due più grandi club del Munster, Cork City e Limerick FC, ma a volte i rivali vengono tenuti separati perché giocano in divisioni diverse. Negli ultimi tempi, Cork City e Limerick FC hanno gareggiato nel Derby del Munster nella Premier Division. Sono state partite normalmente serrate che hanno attirato grandi folle in entrambi gli stadi. Il risultato più recente è stato al Turners Cross di Cork, dove il Limerick FC ha vinto 3-2. Questo derby è tra le due città più grandi in quella che è probabilmente la provincia più appassionata di sport d'Irlanda. Sebbene le città pazze per il calcio siano distanti 100 km, sono i due più grandi club della provincia del Munster con entrambi i club che hanno una grande base di fan e supporto negli stadi. Entrambi rappresentano le rispettive città senza altri club nella loro città. Turners Cross è ben noto nel calcio irlandese come uno dei grandi stadi per l'atmosfera, nel frattempo da quando il Limerick FC è tornato alla sua "casa spirituale" del calcio a Markets Field per la prima volta in 31 anni, le presenze sono aumentate alle stelle ed è tornata la famosa atmosfera di un tempo. Questa partita è vista come una delle partite di campionato più fisiche d'Irlanda e le statistiche hanno dimostrato che il Derby del Munster è una delle partite con il maggior numero di cartellini gialli e rossi emessi.
Nella tabella soprastante non è possibile trovare i record dei risultati delle partite dalla stagione 1986-87 alla stagione 1994-1995, dove il Limerick era retrocesso e non affrontò il Cork in una partita di campionato fino al 2010.

### Derby del Nordovest: Derry City-Finn Harps
| Risultati del derby del Nordovest dalla stagione 1996-97 alla stagione 2020. Aggiornato al 13/09/2020. | Risultati del derby del Nordovest dalla stagione 1996-97 alla stagione 2020. Aggiornato al 13/09/2020. | Risultati del derby del Nordovest dalla stagione 1996-97 alla stagione 2020. Aggiornato al 13/09/2020. | Risultati del derby del Nordovest dalla stagione 1996-97 alla stagione 2020. Aggiornato al 13/09/2020. | Risultati del derby del Nordovest dalla stagione 1996-97 alla stagione 2020. Aggiornato al 13/09/2020. | Risultati del derby del Nordovest dalla stagione 1996-97 alla stagione 2020. Aggiornato al 13/09/2020. | Risultati del derby del Nordovest dalla stagione 1996-97 alla stagione 2020. Aggiornato al 13/09/2020. | Risultati del derby del Nordovest dalla stagione 1996-97 alla stagione 2020. Aggiornato al 13/09/2020. | Risultati del derby del Nordovest dalla stagione 1996-97 alla stagione 2020. Aggiornato al 13/09/2020. | Risultati del derby del Nordovest dalla stagione 1996-97 alla stagione 2020. Aggiornato al 13/09/2020. |
| Partite                                                                                                | Vittorie Derry City                                                                                    | Pareggi                                                                                                | Vittorie Finn Harps                                                                                    | | | | | | |
| 32 | 22 | 6 | 4 | | | | | | |
| --- | --- | --- | --- | --- | --- | --- | --- | --- | --- |

Pochissima distanza separa questi due club e il diritto di vantarsi di essere la squadra più forte del Nord viene messo in gioco in queste partite. Tradizionalmente, hanno fornito alcune partite divertenti e spesso hanno fatto parlare di sé nel corso degli anni. L'ultima partita degna di nota tra le due squadre è stata una partita di spareggio promozione/retrocessione nel 2003 in cui il Derry ha vinto davanti a una folla di oltre 6.000 persone. Con la promozione dell'Harps per la stagione 2008, è tornato con grande attesa e i tre incontri hanno fatto il tutto esaurito. Sfortunatamente per l'Harps, però, il Derry è uscito vincitore in tutte e tre le occasioni. Il derby è tornato nel 2010 in seguito alla retrocessione del Derry dalla Premier Division l'anno precedente, ma i Foylesiders avevano ancora il vantaggio sugli uomini del Donegal nei pareggi.

### Derby del Louth
| Risultati del derby del Louth dalla stagione 1963-64 alla stagione 2017. Aggiornato alla fine della stagione 2018. | Risultati del derby del Louth dalla stagione 1963-64 alla stagione 2017. Aggiornato alla fine della stagione 2018. | Risultati del derby del Louth dalla stagione 1963-64 alla stagione 2017. Aggiornato alla fine della stagione 2018. | Risultati del derby del Louth dalla stagione 1963-64 alla stagione 2017. Aggiornato alla fine della stagione 2018. | Risultati del derby del Louth dalla stagione 1963-64 alla stagione 2017. Aggiornato alla fine della stagione 2018. | Risultati del derby del Louth dalla stagione 1963-64 alla stagione 2017. Aggiornato alla fine della stagione 2018. | Risultati del derby del Louth dalla stagione 1963-64 alla stagione 2017. Aggiornato alla fine della stagione 2018. | Risultati del derby del Louth dalla stagione 1963-64 alla stagione 2017. Aggiornato alla fine della stagione 2018. | Risultati del derby del Louth dalla stagione 1963-64 alla stagione 2017. Aggiornato alla fine della stagione 2018. | Risultati del derby del Louth dalla stagione 1963-64 alla stagione 2017. Aggiornato alla fine della stagione 2018. |
| Partite | Vittorie Drogheda United                                                                                           | Pareggi | Vittorie Dundalk                                                                                                   | | | | | | |
| 90 | 18 | 25 | 47 | | | | | | |
| --- | --- | --- | --- | --- | --- | --- | --- | --- | --- |

Il derby di Louth è disputato da Drogheda United e Dundalk. Il derby non si giocava da molti anni perché i club erano in divisioni diverse, tuttavia con la promozione del Dundalk in Premier Division per la stagione 2009, il derby è ricominciato. Questa partita spesso produce cartellini rossi e i tifosi dei rispettivi club si disprezzano a vicenda. L'ultima volta che i due club hanno gareggiato nella stessa divisione è stata durante la League Of Ireland Premier Division del 2017, prima che il Drogheda retrocedesse. Durante questa stagione, la partita ha prodotto 4 cartellini rossi in 4 partite. Il derby tornerà per la stagione 2021 della Premier Division dopo che lo United è stato promosso dalla First Division nel 2020.

### Derby del Connacht
| Risultati del derby del Connacht dalla stagione 1977-78 alla stagione 2017. Aggiornato alla fine della stagione 2017. | Risultati del derby del Connacht dalla stagione 1977-78 alla stagione 2017. Aggiornato alla fine della stagione 2017. | Risultati del derby del Connacht dalla stagione 1977-78 alla stagione 2017. Aggiornato alla fine della stagione 2017. | Risultati del derby del Connacht dalla stagione 1977-78 alla stagione 2017. Aggiornato alla fine della stagione 2017. | Risultati del derby del Connacht dalla stagione 1977-78 alla stagione 2017. Aggiornato alla fine della stagione 2017. | Risultati del derby del Connacht dalla stagione 1977-78 alla stagione 2017. Aggiornato alla fine della stagione 2017. | Risultati del derby del Connacht dalla stagione 1977-78 alla stagione 2017. Aggiornato alla fine della stagione 2017. | Risultati del derby del Connacht dalla stagione 1977-78 alla stagione 2017. Aggiornato alla fine della stagione 2017. | Risultati del derby del Connacht dalla stagione 1977-78 alla stagione 2017. Aggiornato alla fine della stagione 2017. | Risultati del derby del Connacht dalla stagione 1977-78 alla stagione 2017. Aggiornato alla fine della stagione 2017. |
| Partite | Viittorie Galway United                                                                                               | Pareggi | Vittorie Sligo Rovers                                                                                                 | | | | | | |
| 62 | 15 | 19 | 28 | | | | | | |
| --- | --- | --- | --- | --- | --- | --- | --- | --- | --- |

Il derby del Connacht viene giocato tra Galway United e Sligo Rovers. Tradizionalmente era un derby di First Division, ma il successo di entrambi i club ha fatto sì che diventasse un regolare incontro di Premier Division. Entrambe le squadre si battono regolarmente a vicenda, risultando in un record quasi esatto per entrambe, tuttavia nella Premier Division lo Sligo si è aggiudicato la maggior parte delle volte. Il derby è forse uno dei più amichevoli al mondo, con entrambi i club che mantengono buoni rapporti tra loro e le violenze alle partite sono inesistenti.

## Altri derby
Ci sono molti altri derby e rivalità nel calcio irlandese, tra cui:
- The Cork Derby - Cork City-Cobh Ramblers
- The Midlands Derby  - Longford Town-Athlone Town
- The Southeast Derby - Wexford Youths-Waterford United
- Dún Laoghaire Derby - Cabinteely-UCD
- East Coast Derby - Bray Wanderers-Cabinteely[1]

## Derby scomparsi
Drumcondra-Shamrock Rovers
È stata vista come la più grande rivalità tra il nord e il sud di Dublino, ma si è conclusa con i cinque volte campioni della League of Ireland e vincitori di cinque finali della FAI Cup Drumcondra che ha cessato l'attività nel 1972 e si è amalgamato con l'Home Farm. La maggior parte del supporto dei Drums arrivava nella vicina Phibsborough con i Bohemians che avevano abbandonato il loro rigoroso status di dilettanti nel 1969, permettendo loro di diventare di nuovo una forza importante nel calcio irlandese.
| Risultati del Northside-Southside derby dalla stagione 1928-29 alla stagione 1971-72 | Risultati del Northside-Southside derby dalla stagione 1928-29 alla stagione 1971-72 | Risultati del Northside-Southside derby dalla stagione 1928-29 alla stagione 1971-72 | Risultati del Northside-Southside derby dalla stagione 1928-29 alla stagione 1971-72 | Risultati del Northside-Southside derby dalla stagione 1928-29 alla stagione 1971-72 | Risultati del Northside-Southside derby dalla stagione 1928-29 alla stagione 1971-72 | Risultati del Northside-Southside derby dalla stagione 1928-29 alla stagione 1971-72 | Risultati del Northside-Southside derby dalla stagione 1928-29 alla stagione 1971-72 | Risultati del Northside-Southside derby dalla stagione 1928-29 alla stagione 1971-72 | Risultati del Northside-Southside derby dalla stagione 1928-29 alla stagione 1971-72 |
| Club                                                                                 | Partite                                                                              | Vittorie                                                                             | Pareggi                                                                              | Sconfitte                                                                            | Reti segnate                                                                         | Reti subite                                                                          | Reti +/-                                                                             | Vittorie %                                                                           | Media punti                                                                          |
| ------------------------------------------------------------------------------------ | ------------------------------------------------------------------------------------ | ------------------------------------------------------------------------------------ | ------------------------------------------------------------------------------------ | ------------------------------------------------------------------------------------ | ------------------------------------------------------------------------------------ | ------------------------------------------------------------------------------------ | ------------------------------------------------------------------------------------ | ------------------------------------------------------------------------------------ | ------------------------------------------------------------------------------------ |

| Drumcondra | 88 | 21 | 20 | 47 | 207 | 124 | -83 | 33.33 | 1.30 |
| ---------- | -- | -- | -- | -- | --- | --- | --- | ----- | ---- |

| Shamrock Rovers | 88 | 47 | 20 | 21 | 207 | 124 | +83 | 53.41 | 1.83 |
| --------------- | -- | -- | -- | -- | --- | --- | --- | ----- | ---- |

Cork Celtic-Cork Hibernians
Contestato dagli anni '50 alla metà degli anni '70. Gli Hibernians hanno vinto solo una delle prime 18 partite di campionato, ma hanno avuto un record migliore prima di lasciare il campionato perdendo solo una delle ultime 14 partite.
| Risultati del derby di Cork dalla stagione 1959-60 alla stagione 1975-76. | Risultati del derby di Cork dalla stagione 1959-60 alla stagione 1975-76. | Risultati del derby di Cork dalla stagione 1959-60 alla stagione 1975-76. | Risultati del derby di Cork dalla stagione 1959-60 alla stagione 1975-76. | Risultati del derby di Cork dalla stagione 1959-60 alla stagione 1975-76. | Risultati del derby di Cork dalla stagione 1959-60 alla stagione 1975-76. | Risultati del derby di Cork dalla stagione 1959-60 alla stagione 1975-76. | Risultati del derby di Cork dalla stagione 1959-60 alla stagione 1975-76. | Risultati del derby di Cork dalla stagione 1959-60 alla stagione 1975-76. | Risultati del derby di Cork dalla stagione 1959-60 alla stagione 1975-76. |
| Club                                                                      | Partite                                                                   | Vittorie                                                                  | Pareggi                                                                   | Sconfitte                                                                 | Reti segnate                                                              | Reti subite                                                               | Reti +/-                                                                  | Vittorie %                                                                | Media punti                                                               |
| ------------------------------------------------------------------------- | ------------------------------------------------------------------------- | ------------------------------------------------------------------------- | ------------------------------------------------------------------------- | ------------------------------------------------------------------------- | ------------------------------------------------------------------------- | ------------------------------------------------------------------------- | ------------------------------------------------------------------------- | ------------------------------------------------------------------------- | ------------------------------------------------------------------------- |

| Cork Celtic | 32 | 13 | 7 | 12 | 46 | 50 | -4 | 40.65 | 1.44 |
| ----------- | -- | -- | - | -- | -- | -- | -- | ----- | ---- |

| Cork Hibernians | 32 | 12 | 7 | 13 | 50 | 46 | +4 | 37.50 | 1.34 |
| --------------- | -- | -- | - | -- | -- | -- | -- | ----- | ---- |